# Discocyrtus flavigranulatus
Discocyrtus flavigranulatus is een hooiwagen uit de familie Gonyleptidae.